# Veikkausliiga 1992
Die Veikkausliiga 1992 war die dritte Spielzeit der höchsten finnischen Spielklasse im Fußball der Männer unter diesem Namen sowie die 62. Saison seit deren Einführung im Jahre 1930. Sie begann am 26. April und endete am 17. Oktober.
Meister wurde HJK Helsinki. Der Hauptstadtklub hatte am Ende der Saison drei Punkte Vorsprung auf Titelverteidiger Kuusysi Lahti und dem FC Jazz Pori.
Zwei Vereine traten 1992 unter neuem Namen an: Aus den Porin Pallo-Toverit wurde der FC Jazz Pori, Oulun Työväen Palloilijat fusionierte mit Oulun Luistinseura zum FC Oulu.

## Modus
Die zwölf Mannschaften spielten an 33 Spieltagen insgesamt dreimal gegeneinander. Jedes Team spielte dabei mindestens einmal zuhause und einmal auswärts. Der Tabellenletzte stieg direkt ab, der Vorletzte musste in die Relegation.

## Teilnehmende Mannschaften
| Verein                | Stadt        | Stadion                         | Kapazität |
| --------------------- | ------------ | ------------------------------- | --------- |
| FC Jazz Pori          | Pori         | Stadion Pori                    | 12.300    |
| FF Jaro               | Jakobstad    | Jakobstads centralplan          | 04.600    |
| Haka Valkeakoski      | Valkeakoski  | Tehtaan kenttä                  | 06.400    |
| HJK Helsinki          | Helsinki     | Olympiastadion Helsinki         | 39.784    |
| Kuopion PS            | Kuopio       | Väinölänniemen-Stadion          | 02.543    |
| Kuusysi Lahti         | Lahti        | Lahden kisapuisto               | 04.000    |
| Mikkelin Palloilijat  | Mikkeli      | Mikkelin urheilupuisto          | 07.000    |
| Myllykosken Pallo -47 | Anjalankoski | Anjalankosken jalkapallostadion | 04.167    |
| FC Oulu               | Oulu         | Heinäpään tekonurmi             | 01.000    |
| Rovaniemi PS          | Rovaniemi    | Rovaniemen keskuskenttä         | 02.800    |
| Ilves Tampere         | Tampere      | Tammela Stadion                 | 05.040    |
| Turku PS              | Turku        | Veritas-Stadion                 | 09.000    |

## Abschlusstabelle
| Pl. | Verein                    | Sp. | S  | U | N  | Tore    | Diff. | Punkte |
| --- | ------------------------- | --- | -- | - | -- | ------- | ----- | ------ |
| 1.  | HJK Helsinki              | 33  | 20 | 6 | 7  | 059:350 | +24   | 66     |
| 2.  | Kuusysi Lahti (M)         | 33  | 19 | 6 | 8  | 061:380 | +23   | 63     |
| 3.  | FC Jazz Pori              | 33  | 18 | 9 | 6  | 062:420 | +20   | 63     |
| 4.  | Myllykosken Pallo -47 (N) | 33  | 16 | 8 | 9  | 057:290 | +28   | 56     |
| 5.  | FF Jaro                   | 33  | 14 | 8 | 11 | 049:370 | +12   | 50     |
| 6.  | Haka Valkeakoski          | 33  | 15 | 5 | 13 | 042:510 | −9    | 50     |
| 7.  | Rovaniemi PS              | 33  | 12 | 6 | 15 | 053:490 | +4    | 42     |
| 8.  | Ilves Tampere             | 33  | 10 | 5 | 18 | 045:560 | −11   | 35     |
| 9.  | Turku PS (P)              | 33  | 9  | 8 | 16 | 029:450 | −16   | 35     |
| 10. | Mikkelin Palloilijat      | 33  | 10 | 3 | 20 | 034:600 | −26   | 33     |
| 11. | FC Oulu                   | 33  | 9  | 5 | 19 | 042:680 | −26   | 32     |
| 12. | Kuopion PS                | 33  | 8  | 7 | 18 | 033:560 | −23   | 31     |

Platzierungskriterien: 1. Punkte – 2. Tordifferenz – 3. geschossene Tore

| (M) | amtierender Meister     |
| (P) | amtierender Pokalsieger |
| (N) | Neuaufsteiger           |

## Kreuztabelle
| Spieltage 1–22        | HJK Helsinki | Kuusysi Lahti | FC Jazz Pori | Myllykosken Pallo -47 | FF Jaro | Haka Valkeakoski | Rovaniemi PS | Ilves Tampere | Turku PS | Mikkelin Palloilijat | FC Oulu | Kuopion PS |
| --------------------- | ------------ | ------------- | ------------ | --------------------- | ------- | ---------------- | ------------ | ------------- | -------- | -------------------- | ------- | ---------- |
| HJK Helsinki          |              | 0:1           | 3:2          | 2:1                   | 2:2     | 3:1              | 4:1          | 4:0           | 3:1      | 3:1                  | 3:2     | 4:0        |
| Kuusysi Lahti         | 5:1          |               | 2:3          | 1:1                   | 0:1     | 1:0              | 3:1          | 2:1           | 3:0      | 3:1                  | 2:0     | 1:0        |
| FC Jazz Pori          | 2:1          | 2:0           |              | 0:2                   | 2:1     | 3:1              | 0:2          | 2:1           | 1:0      | 4:1                  | 6:2     | 1:1        |
| Myllykosken Pallo -47 | 0:1          | 0:3           | 2:2          |                       | 3:0     | 0:0              | 2:1          | 1:0           | 0:0      | 3:0                  | 7:0     | 1:0        |
| FF Jaro               | 0:0          | 1:2           | 2:2          | 1:1                   |         | 0:1              | 3:1          | 1:0           | 1:0      | 0:3                  | 4:1     | 2:1        |
| Haka Valkeakoski      | 1:1          | 1:0           | 4:4          | 1:0                   | 0:2     |                  | 0:2          | 2:1           | 2:0      | 4:1                  | 1:1     | 0:1        |
| Rovaniemi PS          | 1:3          | 2:0           | 0:1          | 3:3                   | 1:0     | 7:0              |              | 1:1           | 0:3      | 3:0                  | 3:0     | 1:1        |
| Ilves Tampere         | 2:1          | 2:2           | 0:3          | 0:3                   | 1:2     | 1:3              | 2:1          |               | 3:0      | 5:0                  | 4:2     | 2:0        |
| Turku PS              | 0:1          | 2:0           | 0:0          | 0:2                   | 0:0     | 1:1              | 3:0          | 1:1           |          | 2:0                  | 3:0     | 3:0        |
| Mikkelin Palloilijat  | 1:0          | 1:3           | 0:2          | 0:2                   | 0:0     | 1:2              | 2:0          | 0:1           | 1:1      |                      | 0:1     | 1:1        |
| FC Oulu               | 4:1          | 0:1           | 1:2          | 1:1                   | 2:1     | 4:1              | 0:1          | 1:0           | 0:0      | 0:1                  |         | 2:3        |
| Kuopion PS            | 0:1          | 1:2           | 2:2          | 1:0                   | 1:3     | 3:0              | 2:2          | 4:1           | 1:2      | 1:3                  | 1:3     |            |

| Spieltage 23–33       | HJK Helsinki | Kuusysi Lahti | FC Jazz Pori | Myllykosken Pallo -47 | FF Jaro | Haka Valkeakoski | Rovaniemi PS | Ilves Tampere | Turku PS | Mikkelin Palloilijat | FC Oulu | Kuopion PS |
| --------------------- | ------------ | ------------- | ------------ | --------------------- | ------- | ---------------- | ------------ | ------------- | -------- | -------------------- | ------- | ---------- |
| HJK Helsinki          |              | –             | 2:0          | 2:0                   | –       | 2:1              | –            | 1:1           | –        | –                    | 2:1     | 2:0        |
| Kuusysi Lahti         | 1:1          |               | –            | –                     | 2:2     | –                | 1:6          | 3:0           | 4:1      | 1:0                  | –       | –          |
| FC Jazz Pori          | –            | 2:2           |              | –                     | –       | 1:3              | 2:1          | –             | 2:0      | –                    | 2:0     | 1:1        |
| Myllykosken Pallo -47 | –            | 2:2           | 0:2          |                       | 1:0     | –                | –            | –             | 5:0      | 3:0                  | 4:1     | –          |
| FF Jaro               | 0:1          | –             | 1:1          | –                     |         | 3:0              | –            | 3:2           | 4:0      | –                    | –       | 4:0        |
| Haka Valkeakoski      | –            | 2:1           | –            | 3:0                   | –       |                  | 0:2          | –             | –        | 1:0                  | 3:1     | 2:0        |
| Rovaniemi PS          | 0:0          | –             | –            | 0:4                   | 3:1     | –                |              | 0:1           | –        | 2:4                  | –       | –          |
| Ilves Tampere         | –            | –             | 2:3          | 1:3                   | –       | 4:0              | –            |               | –        | –                    | 2:2     | 1:2        |
| Turku PS              | 2:1          | –             | –            | –                     | –       | 0:1              | 2:5          | 0:1           |          | –                    | –       | 1:0        |
| Mikkelin Palloilijat  | 1:3          | –             | 2:0          | –                     | 1:3     | –                | –            | 3:1           | 1:0      |                      | –       | –          |
| FC Oulu               | –            | 0:1           | –            | –                     | 2:1     | –                | 1:0          | –             | 1:1      | 5:3                  |         | –          |
| Kuopion PS            | –            | 1:6           | –            | 1:0                   | –       | –                | 0:0          | –             | –        | 0:1                  | 3:1     |            |

## Relegation
In der Relegation spielte FC Oulu als Veikkausliiga-Vorletzter gegen den Zweitligisten FinnPa Helsinki um einen Platz in der Veikkausliiga 1993. Damit kam es zu einer Neuauflage des Relegationsduells aus dem Vorjahr, als der damalige Oulun Työväen Palloilijat sich durchsetzen konnte und erstklassig blieb.
|         | Gesamt |                 | Hinspiel | Rückspiel |
| ------- | ------ | --------------- | -------- | --------- |
| FC Oulu | 0:1    | FinnPa Helsinki | 0:0      | 0:1       |

Damit stieg FinnPa Helsinki auf und der FC Oulu ab. Tampereen Pallo-Veikot stieg direkt aus der 2. Liga auf.

## Torschützenliste
| Pl. | Nat.      | Spieler         | Verein                | Tore |
| --- | --------- | --------------- | --------------------- | ---- |
| 1   | Brasilien | Luiz Antonio    | FC Jazz Pori          | 21   |
| 2   | Finnland  | Ismo Lius       | HJK Helsinki          | 20   |
| 3   | Finnland  | Kimmo Tarkkio   | Kuusysi Lahti         | 15   |
|     | Finnland  | Mauri Keskitalo | Myllykosken Pallo -47 | 15   |
| 5   | Finnland  | Juha Lahtinen   | Haka Valkeakoski      | 14   |
|     | Finnland  | Jukka Turunen   | Myllykosken Pallo -47 | 14   |

## Abschneiden im Europapokal 1992/93
Während der Veikkausliiga-Saison 1992 waren vier finnische Mannschaften bei internationalen Wettbewerben im Einsatz:
- Meister & Pokalsieger Kuusysi Lahti (UEFA Champions League 1992/93)
  - 1. Runde: 1:0 und 0:2 n. V. gegen  Dinamo Bukarest
- Vizemeister Mikkelin Palloilijat (UEFA-Pokal 1992/93)
  - 1. Runde: 0:5 und 1:5 gegen  FC Kopenhagen
- 2. Pokalsieger Turku PS (Europapokal der Pokalsieger 1992/93)
  - 1. Runde: 0:2 und 2:2 gegen  Trabzonspor

## Abschneiden im Europapokal 1993/94
Drei Vereine qualifizierten sich nach der Veikkausliiga-Saison 1992 für internationale Wettbewerbe in der Saison 1993/94:
- Meister HJK Helsinki (UEFA Champions League 1993/94)
  - Vorrunde: 1:1 und 1:0 gegen  FC Norma Tallinn
  - 1. Runde: 0:3 und 0:3 gegen  RSC Anderlecht
- Vizemeister Kuusysi Lahti (UEFA-Pokal 1993/94)
  - 1. Runde: 4:0 und 2:1 gegen  KSV Waregem
  - 2. Runde: 1:4 und 1:3 gegen  Brøndby IF
- Pokalsieger Myllykosken Pallo -47 (Europapokal der Pokalsieger 1993/94)
  - Qualifikation: 1:3 und 0:1 gegen  Valur Reykjavík